# Roland Svensson (astronom)
Roland Svensson, född 6 maj 1950 i Karlshamn, död 8 april 2003 i Saltsjöbaden, var professor i astrofysik vid Stockholms universitet.
Svenssons huvudintresse var högenergiastrofysik samt fysikaliska fenomen relaterade till svarta hål. Han var också mycket aktiv inom skandinaviskt samt internationellt samarbete inom astronomin. Roland påbörjade sin utbildning i teoretisk fysik och astronomi vid Lunds universitet, och fortsatte med sin forskarutbildning i astronomi vid University of California i Santa Cruz i USA. Han blev mycket påverkad av forskarutbildningens struktur samt den kulturella mångfalden i Kalifornien. Dessa intryck bidrog till hans förmåga att inspirera hans egna forskarstudenter under 1990-talet. Roland Svenssons energi, fokus samt entusiastiska stöd för astronomins område var betydande.
Svensson är begravd på Norra kyrkogården i Lund.